# Słupsko (województwo śląskie)
Słupsko (niem. Slupsko, 1936-1945 Solmsdorf) – wieś sołecka w Polsce położona w województwie śląskim, w powiecie gliwickim, w gminie Rudziniec.
W latach 1975–1998 miejscowość położona była w województwie katowickim.

## Nazwa
Według jednej z teorii, nazwa miejscowości ma wywodzić się prawdopodobnie od „słupów” – wież strażniczych dzięki, którym mieszkańcy mogli obserwować okolicę aby ustrzec się przed niespodziewanym napadem. Według niemieckiego językoznawcy Heinricha Adamy’ego nazwa miejscowości pochodzi od polskiej nazwy "słup". W swoim dziele o nazwach miejscowych na Śląsku wydanym w 1888 roku we Wrocławiu jako najstarszą zanotowaną nazwę miejscowości wymienia ją w obecnej polskiej formie Slupsko podając jej znaczenie "Pfahlort, Holzstamm" czyli po polsku "Osiedle słupów, drewnianych pni".
Miejscowość została po raz pierwszy wzmiankowana w księdze łacińskiej Liber fundationis episcopatus Vratislaviensis (pol. Księga uposażeń biskupstwa wrocławskiego) spisanej za czasów biskupa Henryka z Wierzbna w latach 1295–1305 miejscowość wymieniona jest jako wieś założona na prawie polskim iure polonico w zlatynizowanej formie Slubzhec we fragmencie Slubzhec solvitur decima more polonico.
W alfabetycznym spisie miejscowości na terenie Śląska wydanym w 1830 roku we Wrocławiu przez Johanna Knie wieś występuje pod polską nazwą Slupsko, która w tej samej formie używana była w języku niemieckim. Spis wymienia również leżący w pobliżu wsi folwark o nazwie Jagiełła. Ze względu na słowiańskie pochodzenie w 1936 roku nazistowska administracja III Rzeszy zmieniła nazwę na nową - Solmsdorf.